# Microrchestris
Microrchestris is een geslacht van spinnen uit de  familie van de Sparassidae (jachtkrabspinnen).

## Soorten
- Microrchestris melanogaster Lawrence, 1962
- Microrchestris scutatus Lawrence, 1966